# Wielki Młynarz (skała)

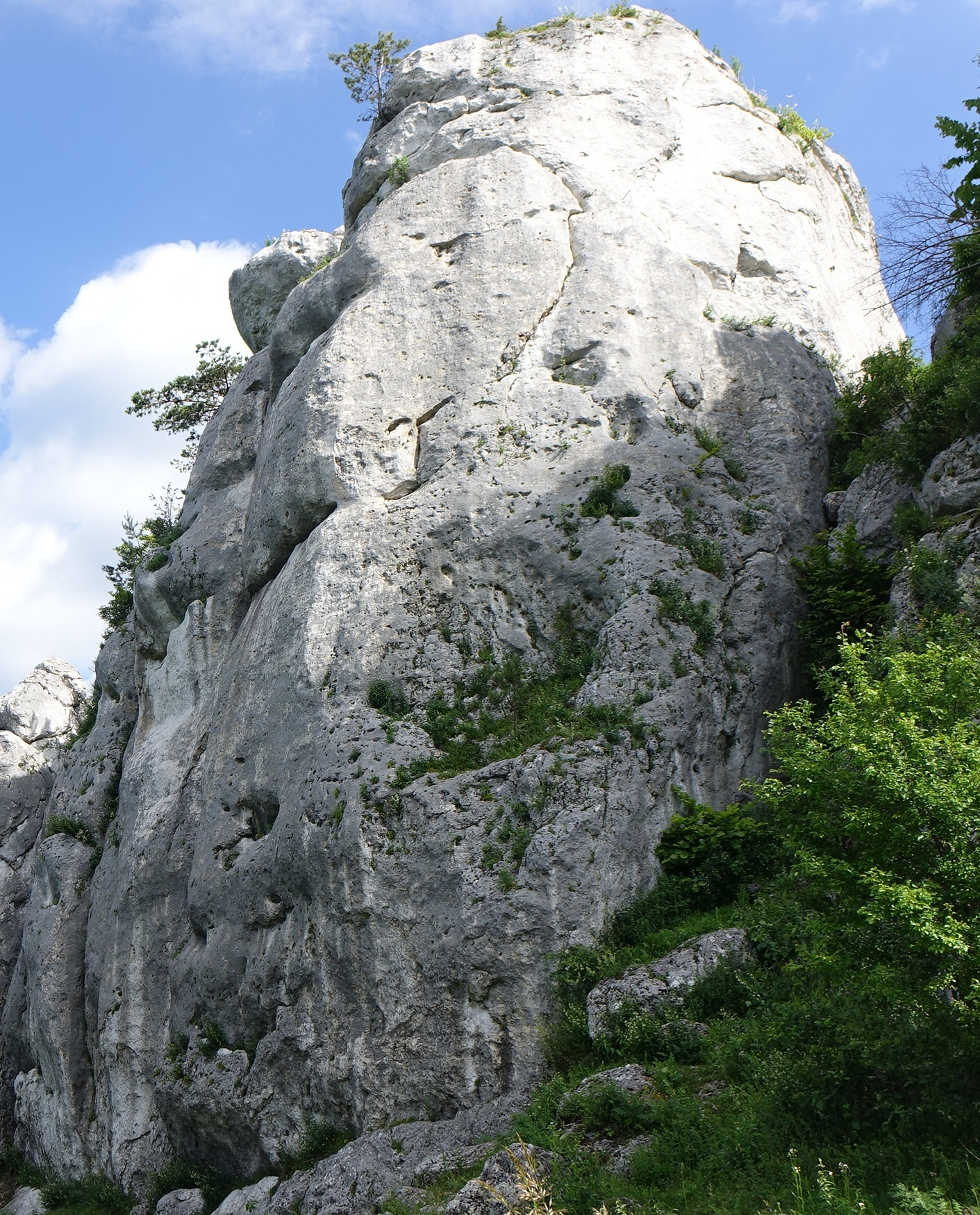
Wielki Młynarz

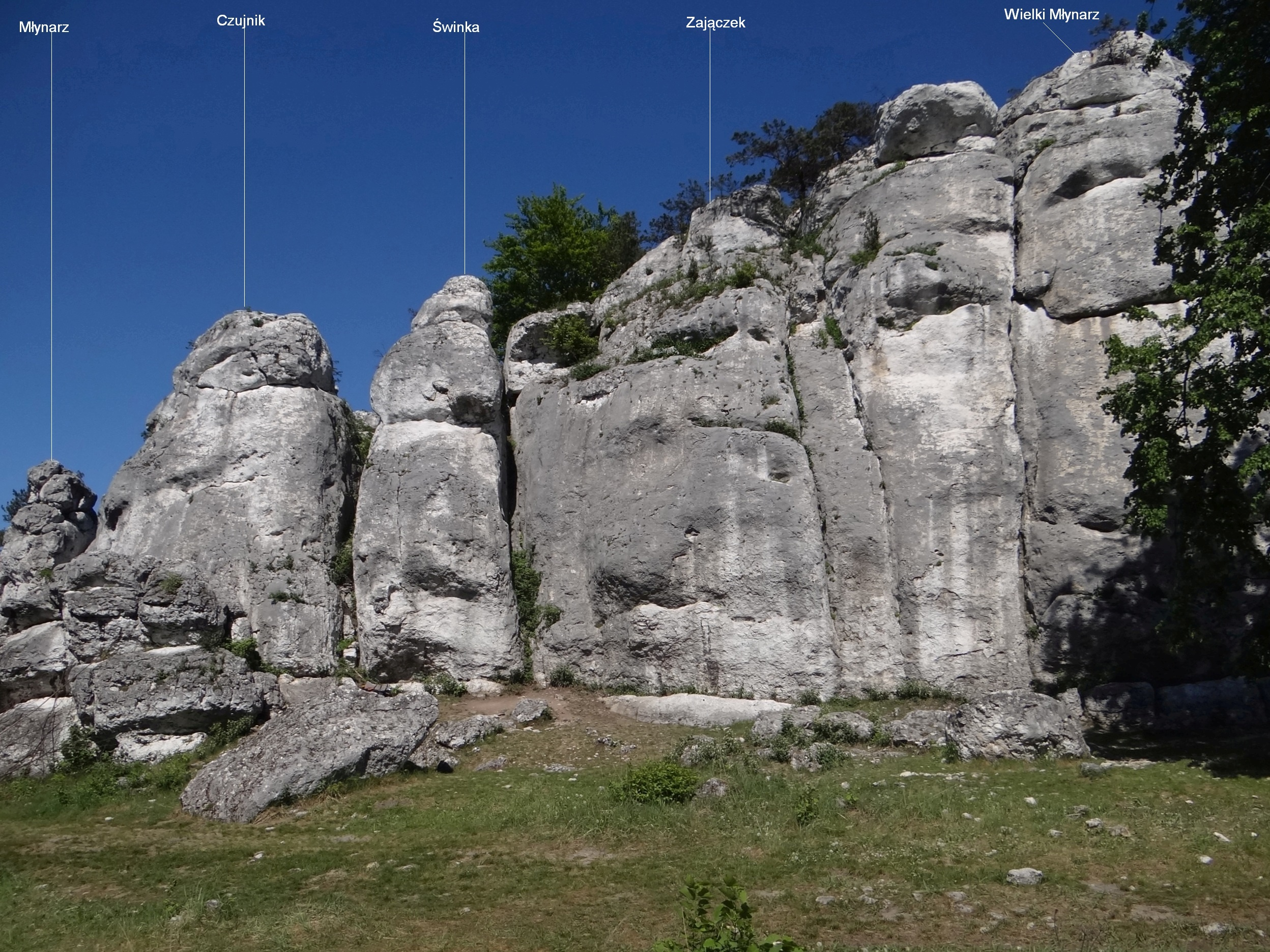
Młynarze

Wielki Młynarz – skała na wzniesieniu Góra Zborów w miejscowości Kroczyce w województwie śląskim, w powiecie zawierciańskim, w gminie Kroczyce. Wzniesienie to należy do tzw. Skał Kroczyckich i znajduje się w obrębie rezerwatu przyrody Góra Zborów na Wyżynie Częstochowskiej.
Wielki Młynarz jest najdalej na wschód wysuniętą skałą w grupie w grupie skał zwanej Młynarzami i jest najwyższą w tej grupie skałą. Na portalu wspinaczy skałkowych opisywany jest pod nazwą Młyny II. Zbudowany jest z wapieni, ma wysokość 18 m i znajduje się na otwartym terenie. Uprawiana jest na nim wspinaczka skalna i wśród wspinaczy skała ta jest bardzo popularna. Poprowadzili na niej 21 dróg wspinaczkowych o trudności od V+ do VI.3 w skali polskiej. Na większości dróg zamontowano stałe punkty asekuracyjne; ringi (r) i stanowiska zjazdowe (st), na pozostałych wspinaczka tradycyjna (trad).

## Drogi wspinaczkowe
1. Lewa wszawa ryska; VI, trad, nie wystarczą same ekspresy
2. Ulotność czasu; VI.1+, trad, nieasekurowalna
3. Prawa wszawa ryska; VI.1+, trad, nie wystarczą same ekspresy
4. Lewa Pilchówka; VI.1, 1r + rz, niebezpiecznie
5. Technika hipochondryka; VI.3, 6r + st
6. Lewe wrzeciono; V+, trad, nie wystarczą same ekspresy
7. Pół żartem, pół serio; VI.2+, 5r + st
8. Prawa Pilchówka; VI.1+, 4r + st, droga szczególnie polecana
9. Direttissima 1 majowa (Prostowanie Pilchówki); VI.2+, 4r + st, droga szczególnie polecana
10. Pinio; VI.2+, 5r + st
11. Nikodemówka; V+, 5r + st
12. Nieistotne warianty; VI.1, 5r + st
13. Bumerang; VI-, trad, nie wystarczą same ekspresy
14. No Fortune, No Glory, No Sense; VI.1+/2, 4r + st
15. Mały bumerang; VI+, 1 r + st, trad, nie wystarczą same ekspresy[1].

## Piesze szlaki turystyczne
Obok Wielkiego Młynarza prowadzą 2 szlaki turystyczne.
 Szlak Orlich Gniazd: Góra Janowskiego – Podzamcze – Karlin – Żerkowice – Morsko – Góra Zborów – Zdów-Młyny – Bobolice – Mirów – Niegowa.
 Szlak Rzędkowicki: Mrzygłód – Myszków – Góra Włodowska – Rzędkowickie Skały – Góra Zborów (parking u stóp góry)